# Budynek przy ul. Grudziądzkiej 53 w Toruniu
Budynek przy ul. Grudziądzkiej 53 w Toruniu – willa znajdująca się przy ul. Grudziądzkiej 53 w Toruniu. Została zbudowana w 1904 roku. Budynek figuruje w gminnej ewidencji zabytków pod numerem 1622.